# Faustino II
Faustin Wirkus (Rypin, Voivodato de Cuyavia y Pomerania-16 de noviembre de 1896-Brooklyn, Nueva York, 8 de octubre de 1945) fue un militar estadounidense, proclamado rey de la isla haitiana de La Guanaba con el nombre de Faustino II.
Sus padres eran inmigrantes polacos. En 1914 se unió a los marines, participó en la intervención estadounidense en Haití en 1915,  fue sargento en Cuba, y en 1919 fue nuevamente destinado a Haití.
En 1925 Faustin Wirkus fue nombrado comandante de la estación de la Isla de La Guanaba, que tenía 12.000 habitantes, organizados en diez "sociedades Congo", cada una con su reina, y una reina suprema, Ti Memenne. Cuando se supo que el nuevo comandante se llamaba Faustino, la hougan (hechicera) de Ti Memenne declaró que Wirkus era la reencarnación del emperador haitiano Faustino I. Ti Memenne proclamó a Wirkus rey de La Guanaba y le entregó las banderas que simbolizaban su autoridad..
Sin embargo, el gobierno de Puerto Príncipe consideró que era inadmisible la idea de un rey en el territorio haitiano y en 1929 obligó a Faustino II a abandonar La Guanaba.